# Ванадзорская котловина
Ванадзорская котловина, также Ванадзорское плато, Ванадзорская равнина — плато и котловина в Армении, в Лорийской области, на высоте 1320 метров над уровнем моря, окружённая с севера Базумским, с юга — Памбакским хребтом. На равнине расположен третий по величине город Армении — Ванадзор, полностью занимающий равнину и выходящий за её рамки. Площадь котловины составляет около 8 км², здесь протекают реки Памбак, Ванадзор, Тандзут, проходит железная дорога.

Ближайшее равнин
ное место — Памбакская котловина находится в 25 км от Ванадзорской равнины.
- Общий вид на котловину